# خرخاشاوية
الخرخاشاوية (الاسم العلمي: Rhinantheae) هي قبيلة من النباتات تتبع الفصيلة الهالوكية من رتبة الشفويات.

## أجناس الخرخاشاوية
- جنس الخرخاشة
- جنس العرقون
- جنس Aeginetia
- جنس بارطشية
- جنس Bungea
- جنس Castilleja
- جنس Clevelandia
- جنس Cordylanthus
- جنس Cymbaria
- جنس Hedbergia
- جنس Lamourouxia
- جنس Melampyrum
- جنس Monochasma
- جنس Nothobartsia
- جنس سنية (نبات)
- جنس Orthocarpus
- جنس Parentucellia
- جنس عشبة القمل
- جنس Phtheirospermum
- جنس Pseudobartsia
- جنس Pterygiella
- جنس Rhynchocorys
- جنس Schwalbea
- جنس Siphonostegia
- جنس Tozzia
- جنس Triphysaria
- جنس Xizangia